# Општина Рочу (Арђеш)
Рочу (рум. Rociu) општина је у Румунији у округу Арђеш.
Oпштина се налази на надморској висини од 217 m.